# Ямная (приток Аргатъюла)
Ямная — река в Томской области России, левый приток Аргатъюла. Устье реки находится в 47 км от устья Аргатъюла по левому берегу. Протяжённость реки 18 км Высота устья — 124 м.
В 4 км от устья слева впадает река Развилок.

## Данные водного реестра
По данным государственного водного реестра России относится к Верхнеобскому бассейновому округу, водохозяйственный участок реки — Чулым от водомерного поста села Зырянское до устья, речной подбассейн реки — Чулым. Речной бассейн реки — (Верхняя) Обь до впадения Иртыша.
Код водного объекта — 13010400312115200022237.